# Waltraut Pathenheimer
Waltraut Pathenheimer (* 17. Februar 1932 in Berlin; gest. 21. Dezember 2018 ebenda) war eine deutsche Fotografin, die seit den 1950er Jahren im DEFA-Studio für Spielfilme Potsdam-Babelsberg tätig war.

## Leben
Waltraut Pathenheimer bewarb sich nach dem Abitur bei der DEFA-Fotoabteilung und wurde angenommen, obwohl sie bis dahin noch nie fotografiert hatte. Nach einer vierjährigen Lehre und bestandener Prüfung begann sie ihre Tätigkeit als Standfotografin. Ihre Aufgabe bestand darin, während der Dreharbeiten eines Spielfilms Szenen- und Arbeitsfotos zu erstellen, die bei Veröffentlichung eines Films in den Schaukästen der Kinos zu sehen waren und in Zeitungen oder auf Plakaten veröffentlicht wurden.
Pathenheimer arbeitete sowohl in den Ateliers des DEFA-Studios für Spielfilme als auch bei Außenaufnahmen. Insgesamt fotografierte sie für ca. 80 Filme und fertigte dabei rund 32.000 Fotos an, die mit dem Signum DEFA-Pathenheimer gekennzeichnet waren und bei allen Veröffentlichungen angegeben wurden. Viele ihrer Fotografien, wie etwa die des Schauspielers Gojko Mitić in Die Söhne der großen Bärin, Manfred Krug am Lenkrad eines LKW in Weite Straßen – stille Liebe oder Annekathrin Bürger in Königskinder hinter einem Stacheldrahtverhau, wurden zu Ikonen des Kinos, die wie viele andere Motive nach wie vor publiziert werden.
Mit der Umwandlung des VEB DEFA-Studio für Spielfilme in die DEFA-Studio Babelsberg GmbH wurden die meisten Mitarbeiter entlassen, so auch Waltraut Pathenheimer, die mit nicht einmal 60 Jahren in den Vorruhestand gehen musste.
Zum 85. Geburtstag wurde Pathenheimer und ihr Werk mit einer Ausstellung – „Pathenheimer: Filmfotografin DEFA Movie Stills“ – gewürdigt, zeitgleich erschien im Ch. Links Verlag ein Bildband mit ausgewählten Arbeiten.